# Schagerbrug
Schagerbrug ist ein Dorf in der Gemeinde Schagen (bis Ende 2012 Zijpe) in der niederländischen Provinz Nordholland.
Hier stand das Gemeindeamt und deshalb war Schagerburg der Hauptort der ehemaligen Gemeinde Zijpe.
Es ist nach der Trockenlegung der Zijpe entstanden.